# Lefkeli Mustafa Pacha
Lefkeli Mustafa Pacha (mort en 1648) est un homme d'État ottoman qui fut gouverneur de l'Égypte ottomane en 1618,,,. Il exerce brièvement la  fonction de Grand Vizir de l'Empire ottoman en 1622.

## Source de la traduction
- (en) Cet article est partiellement ou en totalité issu de l’article de Wikipédia en anglais intitulé « Lefkeli Mustafa Pasha » (voir la liste des auteurs).